# Sympetrum kunckeli
Sympetrum kunckeli is een libellensoort uit de familie van de korenbouten (Libellulidae), onderorde echte libellen (Anisoptera).
De wetenschappelijke naam Sympetrum kunckeli is voor het eerst geldig gepubliceerd in 1884 door Selys.